# Мамуту Кулибали
Мамуту Кулибали (роден на 23 февруари 1984 г. в Бамако) е малийски футболист, защитник, който играе за Черно море (Варна). Кулибали е универсален футболист, който може да играе на всеки пост в защита. Често е използван и като дефанзивен полузащитник. Юноша на Сентър Салиф Кейта. Той е бивш капитан на младежкия национален отбор на Мали. През 2003 г. с националния тим до 20 години участва на световното първенство в ОАЕ. Има два мача за мъжкия национален тим на Мали.

## Кариера
Кулибали започва кариерата си в своята родина с екипа на Сентер Салиф Кейта. На 19-годишната възраст е забелязан от съгледвачите на елитния френски Оксер и след успешен пробен период подписва 3-годишен договор с клуба. За този период обаче Мамуту изиграва едва два официални мача за първия тим.
През лятото на 2006 г. Кулибали подписва договор с друг френски тим - състезаващия се във втора лига ФК Истр. В Истр малийския футболист бързо се налага в титулярния състав и изиграва 22 мача, отбелязвайки 1 гол. Заради добрите си изяви е харесан от треньорския щаб на турския ФК Касъмпаша и подписва с клуба, който току-що си е спечелил промоция за местната суперлига. През сезон 2007/08 обаче, Кулибали записва едва 6 мача за отбора в първенството. През лятото на 2008 г. се мести в Белгия, подписвайки договор с ФК Брюксел.
През януари 2009 г. Кулибали пристига на пробен период в Черно море (Варна) и след добри изяви на турнира Албена Къп, подписва с „моряците“ за 2,5 години. Мамуту си избира да играе с номер 84, тъй като е роден през 1984 г.